# Amber Glenn
Amber Glenn (ur. 28 października 1999 w Plano) – amerykańska łyżwiarka figurowa, startująca w konkurencji solistek. Zwyciężczyni finału Grand Prix (2024), złota i brązowa medalistka zawodów z cyklu Grand Prix, medalistka zawodów z cyklu Challenger Series oraz dwukrotna mistrzyni Stanów Zjednoczonych (2025, 2024).
Jest czwartą w historii Amerykanką, która w trakcie zawodów międzynarodowych wylądowała potrójnego axla.

## Osiągnięcia
| Zawody                                | 11–12          | 12–13          | 13–14          | 14–15          | 15–16          | 16–17          | 17–18          | 18–19          | 19–20          | 20–21          | 21–22          | 22–23          | 23–24          | 24–25          |                |                |                |
| Międzynarodowe                        | Międzynarodowe | Międzynarodowe | Międzynarodowe | Międzynarodowe | Międzynarodowe | Międzynarodowe | Międzynarodowe | Międzynarodowe | Międzynarodowe | Międzynarodowe | Międzynarodowe | Międzynarodowe | Międzynarodowe | Międzynarodowe | Międzynarodowe | Międzynarodowe | Międzynarodowe |
| ------------------------------------- | -------------- | -------------- | -------------- | -------------- | -------------- | -------------- | -------------- | -------------- | -------------- | -------------- | -------------- | -------------- | -------------- | -------------- | -------------- | -------------- | -------------- |
| Mistrzostwa świata                    |                |                |                |                |                |                |                |                |                |                |                | 12             | 10             | 5              |                |                |                |
| Mistrzostwa czterech kontynentów      |                |                |                |                |                |                |                |                | 9              |                |                | 7              |                |                |                |                |                |
| World Team Trophy                     |                |                |                |                |                |                |                |                |                |                |                | 1 T 6 P        |                | 1 T 3 P        |                |                |                |
| GP Finał Grand Prix                   |                |                |                |                |                |                |                |                |                |                |                |                |                | 1              |                |                |                |
| GP Cup of China                       |                |                |                |                |                |                | 10             |                | 6              |                |                |                |                | 1              |                |                |                |
| GP Grand Prix Espoo                   |                |                |                |                |                |                |                |                |                |                |                |                | 3              |                |                |                |                |
| GP Grand Prix de France               |                |                |                |                |                |                |                |                |                |                |                |                |                | 1              |                |                |                |
| GP NHK Trophy                         |                |                |                |                |                |                |                |                |                |                | 7              | 11             |                |                |                |                |                |
| GP Skate America                      |                |                |                |                |                |                |                |                | 7              | 5              | 6              | 3              | 5              |                |                |                |                |
| CS Finlandia Trophy                   |                |                |                |                |                |                |                |                |                |                | 10             |                |                |                |                |                |                |
| CS Golden Spin of Zagreb              |                |                |                |                |                | 4              |                |                |                |                | 2              |                |                |                |                |                |                |
| CS Lombardia Trophy                   |                |                |                |                |                |                | 8              | 6              |                |                |                | 4              |                | 1              |                |                |                |
| CS Nebelhorn Trophy                   |                |                |                |                |                | 5              |                |                |                |                |                |                |                |                |                |                |                |
| CS U.S. International Classic         |                |                |                |                |                |                |                |                | 3              |                |                |                |                |                |                |                |                |
| Autumn Classic International          |                |                |                |                | 6              |                |                |                |                |                |                |                |                |                |                |                |                |
| International Challenge Cup           |                |                |                |                |                |                |                | 4              |                |                |                |                |                |                |                |                |                |
| Philadelphia Summer International     |                |                |                |                |                |                |                | 5              |                |                |                |                |                |                |                |                |                |
| Międzynarodowe: Kategorie młodzieżowe |                |                |                |                |                |                |                |                |                |                |                |                |                |                |                |                |                |
| Mistrzostwa świata juniorów           |                |                | 7              |                |                | WD             |                |                |                |                |                |                |                |                |                |                |                |
| JGP w Czechach                        |                |                | 3              |                |                |                |                |                |                |                |                |                |                |                |                |                |                |
| JGP w Estonii                         |                |                |                | 6              |                |                |                |                |                |                |                |                |                |                |                |                |                |
| JGP we Francji                        |                |                |                | 3              |                |                |                |                |                |                |                |                |                |                |                |                |                |
| JGP na Łotwie                         |                |                |                |                | 5              |                |                |                |                |                |                |                |                |                |                |                |                |
| Krajowe                               |                |                |                |                |                |                |                |                |                |                |                |                |                |                |                |                |                |
| Mistrzostwa Stanów Zjednoczonych      | 2 N            | 5 J            | 1 J            | 13             |                | 8              | 8              | 7              | 5              | 2              | WD             | 3              | 1              | 1              |                |                |                |